# Lúcio Pompônio Materno
Lúcio Pompônio Materno (em latim: Lucius Pomponius Maternus) foi um senador romano nomeado sufecto para o nundínio de setembro a outubro de 97 com Quinto Glício Atílio Agrícola. Tudo o que restou do nome deste cônsul nos Fastos Ostienses foi "[...]o", que Zevi, de forma plausível, restaurou como Lúcio Licínio Sura. Porém, dois fragmentos mais recentes de diplomas militares revelaram que o nome deste cônsul era L. Pomponius Maternus, de quem nada mais se sabe.